# Science Vlogs Brasil
O Science Vlogs Brasil é um projeto de divulgação científica voltado aos espectadores de vlogs na internet, tendo como plataforma principal o site YouTube. Assume como objetivo a disseminação do exato conhecimento científico visando combater a crescente perpetuação de teorias da conspiração, desinformação, pseudociência e revisionismo histórico em vídeos disponibilizados na rede mundial. Os idealizadores do projeto o identificam como sendo uma espécie de "selo de qualidade" que ajuda os espectadores a identificarem canais cujas informações apresentadas são cientificamente confiáveis e verificáveis.
Dentre os integrantes do projeto estão professores, pesquisadores, fact-checkers e outros cujos trabalhos contribuem para a divulgação científica. Atualmente, alguns dos mais conhecidos canais integrantes do Science Vlogs Brasil são o do médico Dráuzio Varella, o do paleontólogo Pirula e também o do E-farsas. Em março de 2016, o projeto contava com 22 canais associados. E no momento atual, são reconhecidos ao todo 60 canais detentores deste selo e que, somados, reúnem mais de 20 milhões de inscritos e mais de 3 bilhões de visualizações.

## Canais membros
Listagem atualizada em 27/10/2019 
- A Matemaníaca
- Alimente o Cérebro
- André Azevedo da Fonseca
- Arqueologia pelo Mundo
- Astrotubers
- Bio’s Fera
- BláBlálogia
- Boteco Behaviorista
- Café e Ciência
- Caio na Aula
- Canal Cura Quântica
- Canal do Pirula
- Canal do Slow
- Canal USP
- Canal Zoa
- Ciência Todo Dia
- Colecionadores de Ossos
- ComCiência Corporal
- Delta T — Os Super Lentos
- Dispersciência
- Dragões de garagem
- E-farsas
- Eu, Ciência
- Física Marginal
- Física Total
- Frank Jaava
- iBioMovies — Canal de Biologia
- Jornal Ciensacional
- Laboratorio 2000
- Leitura ObrigaHistoria
- Marcelo Gleiser
- Manual do Mundo
- Mas Afinal
- Matemática Rio com Prof. Rafael Procópio
- Mensageiro Sideral
- Mimimidias
- Minuto da Terra
- Minutos Psíquicos
- Mural científico
- Nunca Vi 1 Cientista
- O Físico Turista
- Olá, Ciência
- Papo de Biólogo
- Papo de Primata
- Peixe Babel
- Ponto em Comum
- Portal da Ciência
- Primata Falante
- QuerQueDesenhe
- Reinaldo José Lopes
- Schwarza-Poligonautas
- SpaceToday TV
- Tempo e Clima Brasil
- Terra Negra
- The Mingau
- Universo Discreto
- Universo Narrado
- Universo Racionalista
- Versada by Vane Costa
- Xadrez Verbal
- Nerdologia